# Piekarska Góra (Wzgórza Trzebnickie)
Piekarska Góra – wzniesienie należące do Wzgórz Trzebnickich, położone w paśmie Kozich Czubów, znajdujące się na terenie Gminy Oborniki Śląskie, w powiecie Trzebnickim, województwie dolnośląskim, w pobliżu miejscowości Piekary (obręb ewidencyjny). Na południe od wzniesienia znajduje się Długa Hala (Długa Łąka), a za nią Gnieździec, natomiast po stronie zachodniej Piekarska Przełęcz. Wierchołek i północna część masywu wzniesienia pokryta jest lasem liściastym, natomiast stok południowy, wraz z Długą Łąką, to roślinność trawiasta z zaroślami krzewów i kosodrzewiny.
Na historycznych mapach niemieckich (przykładowo Messtischblatt 1905-1944) opisywane wzniesienie oznaczane jest jako Schinder-Berge, z wysokością bezwzględną określoną na 237,8 m n.p.m..
Nazwa własna – Piekarska Góra – ujęta jest w państwowym rejestrze nazw geograficznych: identyfikator PRNG – 206516, identyfikator IIP – PL.PZGiK.320.NGRP.206516. Została przyjęta zarządzeniem nr 70 Prezesa Rady Ministrów z dnia 30 marca 1954 r., Monitor Polski 1954 nr 38, poz. 516. Rejestr podaje następujące współrzędne geograficzne punktu głównego: szerokość geograficzna – 51°18'55" N, długość geograficzna – 16°58'01" E.